# Kim So-yi
Kim So-yi (김소이; ur. 23 lutego 1969 − aktorka południowokoreańska. Debiutowała na scenie w 1988, a w telewizji - w 1991.

## Filmografia
Seriale telewizyjne
- 2015: Hwajeong jako dama dworu Choi
- 2013: Guam Heo Jun jako Ha Dong-daek
- 2013: Iutjip kkonminam jako Jeong-im
- 2010: Dong-yi jako dama dworu Bong
- 2008: Jonghapbyeongwon 2 jako Ma Sang-mi
- 2007: Yi San jako dama dworu Kim
- 2006: Doksincheonha jako Han Yeong-mi
- 2005: Bomnarui miso jako Jeon Myeong-hui
- 2005: Bulmyeorui Yi Sun-sin jako Bo-reum
- 2004: Gyeolhonhago sipeun yeoja jako Go Hui-suk
- 2003: Cheongug-ui gyedan
- 2003: Jukdorong saranghae
- 2003: Klejnot w pałacu jako dama dworu Min
- 2002: Onammae
- 2001: Hakgyo iyagi
- 2001: Ruki jako Jeong-suk
- 2000: Jakkuman bogosimne jako Min Gyeong-hui
- 1999: Bubukeullining saranggwa jeonjaeng
- 1999: Yungnammae jako matka Dal-rae
- 1999: Jeonwonilgi jako Kim Suk-i
- 1998: Jeokgwaui donggeo
- 1997: Jeong ttaemune jako Baek Song-i
- 1997: Na jako Yi Ji-won
- 1995: LA Arirang jako Kim So-yi
- 1995: Jinsil jako Song Su-jin
- 1994: Jonghapbyeongwon jako Ma Sang-mi
- 1994: Geumyoirui yeoin
- 1993: Yeojaui namja jako Mi-ra
- 1992: Urideurui cheonguk jako Yang Hong-sun
- 1992: Maehok
- 1992: Du jamae
- 1992: Bunnoui wangguk jako Yu-jeong
- 1991: Jeonwonilgi jako Park Ok-ja